# Krvinka
Slovo krvinka je označení pro dva druhy krevních buněk:
- bílá krvinka – též leukocyt, má zejména imunitní funkci
- červená krvinka – též erytrocyt, je schopná přenášet dýchací plyny cévním systémem